# Flächengründung
Eine Flächengründung ist die Gründung eines Bauwerks, die die Lasten (Eigengewicht, Nutzlasten, Schneelast, Windlast usw.) ausschließlich oder überwiegend über eine horizontale oder wenig geneigte Fläche (auf der das Fundament ruht) großflächig in den tragfähigen Baugrund einleitet.:1 Diese Fläche ist die Gründungssohle, Sohlfläche oder Sohlfuge. In der Regel handelt es sich um eine Stahlbetonplatte, die in der Lage ist, die Lasten annähernd gleichmäßig zu verteilen. Die Dicke dieser Platte ist von der Größe und Verteilung der Lasten abhängig.
Flächengründung (Gegenteil von punktförmiger Gründung, zum Beispiel Pfahlgründung) ist nicht gleichzusetzen mit Flachgründung (Gegenteil von Tiefgründung). Eine Flächengründung kann je nach Höhenlage der Gründungssohle eine Flachgründung oder eine Tiefgründung sein.:54